# Niki Rüttimann
Niklaus Rüttimann, detto Niki (Thal, 12 agosto 1962), è un ex ciclista su strada e ciclocrossista svizzero. Professionista tra il 1984 e il 1990, vinse la Classica di San Sebastián 1984 e una tappa al Tour de France 1986.

## Carriera
Da dilettante vinse il Grand Prix Tell nel 1982 e fu secondo ai mondiali di Altenrhein 1983. I principali successi da professionista furono la Classica di San Sebastián nel 1984, la Parigi-Bourges nel 1985, l'Étoile de Bessèges, il Tour Midi-Pyrenées e una tappa al Tour de France nel 1986, una tappa al Tour de Romandie e una tappa al Critérium du Dauphiné Libéré nel 1987 e due tappe al Critérium du Dauphiné Libéré nel 1988. Partecipò a sette edizioni del Tour de France, un'edizione del Giro d'Italia, quattro edizioni dei mondiali su strada ed ai campionati del mondo di ciclocross nel 1990.

## Palmarès
- 1981

Biel-Magglingen
- 1982

2ª tappa Grand Prix Tell
3ª tappa Grand Prix Tell
Classifica generale Grand Prix Tell
- 1983

Classifica generale Ostschweizer Rundfahrt
- 1984

Classica di San Sebastián
- 1985

Classifica generale Parigi-Bourges
- 1986

Classifica generale Étoile de Bessèges
Classifica generale Route du Sud
13ª tappa Tour de France (Luchon > Blagnac)
- 1987

1ª tappa Tour de Romandie (Bernex > Romont)
5ª tappa Critérium du Dauphiné Libéré
- 1988

1ª tappa, 1ª semitappa Critérium du Dauphiné Libéré (Avignone > Aubenas)
5ª tappa Critérium du Dauphiné Libéré
- 1989

Annemasse-Bellegarde et retour

### Altri successi
- 1981

Criterium Malters-Schwarzberg
- 1982

Criterium Malters-Schwarzberg

## Piazzamenti

### Grandi giri
- Giro d'Italia

1986: 9º
- Tour de France

1984: 11º
1985: 13º
1986: 7º
1987: ritirato (22ª tappa)
1988: 43º
1989: ritirato (n.p. 17ª tappa)
1990: ritirato (n.p. 17ª tappa)

### Classiche
- Milano-Sanremo

1985: 62º
1986: 23º
1987: 29º
- Giro delle Fiandre

1986: 20º
1987: 31º
1990: 7º
- Liegi-Bastogne-Liegi

1984: 22º
1985: 16º
1987: 21º
1989: 118º
- Giro di Lombardia

1984: 30º
1986: 10º

### Competizioni mondiali
- Mondiali su strada

Altenrhein 1983 - In linea dilettanti: 2º
Barcellona 1984 - In linea: 23º
Giavera del Montello 1985 - In linea: 53º
Colorado Springs 1986 - In linea: 39º
Ronse 1988 - In linea: ritirato
- Mondiali di ciclocross

Getxo 1990: 14º